# Bourg-Saint-Andéol
Bourg-Saint-Andéol település Franciaországban, Ardèche megyében. Lakosainak száma 7506 fő (2022. január 1.). Bourg-Saint-Andéol Bidon, Gras, Saint-Marcel-d’Ardèche, Saint-Montan, Donzère és Pierrelatte községekkel határos.

## Népesség
A település népességének változása:
| Lakosok száma | 7102 | 7400 | 7768 | 7390 | 7233 | 7201 | 7116 | 7167 | 7187 | 7506 |
|               | 1968 | 1982 | 1999 | 2006 | 2011 | 2015 | 2017 | 2018 | 2020 | 2022 |